# 이승기 (배우)
이승기(1971년 5월 10일~)는 대한민국의 배우이다.

## 출연

### 방송

#### 드라마
- 2002년~2003년 MBC 《인어아가씨》
- 2002년~2003년 SBS 《야인시대》
- 2002년~2003년 SBS 《대망》
- 2003년 MBC 《죽도록 사랑해》
- 2003년~2004년 MBC 《대장금》
- 2004년 SBS 《장길산》
- 2004년~2005년 MBC 《영웅시대》
- 2004년~2005년 KBS 1TV 《불멸의 이순신》
- 2005년~2006년 SBS 《하늘이시여》 - 59회 미상 역
- 2005년~2006년 MBC 《신돈》
- 2006년 SBS 《연개소문》
- 2007년 SBS 《칼잡이 오수정》 - 기자 역
- 2007년~2008년 MBC 《이산》
- 2008년 KBS 1TV 《큰 언니》
- 2008년 KBS 2TV 《그들이 사는 세상》
- 2009년 KBS 2TV 《장화홍련》
- 2010년 MBC 《동이》
- 2011년 MBC 《마이 프린세스》 - 박해영의 선배 역
- 2011년 SBS 《신기생뎐》 - 박 감독 역
- 2011년 MBC 《반짝반짝 빛나는》 - 형사 역
- 2011년 MBC 《넌 내게 반했어》 - 회의 참석자 역
- 2012년 MBC 《신들의 만찬》 - 김씨 아저씨 역
- 2012년 SBS 《옥탑방 왕세자》 - 의류수거업체 직원 역
- 2012년 SBS 《유령》 - 대한전력 보안팀 직원 역
- 2012년~2013년 KBS2 《내 딸 서영이》 - 일자리센터 직원 역
- 2013년~2014년 SBS 《별에서 온 그대》 - 명인대학교 박물관 직원 역
- 2014년 SBS 《엔젤 아이즈》 - 병원 못 간다는 취객 환자 역
- 2014년~2015년 MBC 《전설의 마녀》 - 김원국의 아들 역
- 2014년~2015년 MBC 《장미빛 연인들》

#### 재연극
- 1993년~1999년 MBC 《경찰청 사람들》
- 1994년~1999년 KBS 1TV 《긴급구조 119》

### 영화
- 2004년 《나두야 간다》 - 동화 친구 2 역
- 2007년 《뷰티풀 선데이》 - 교도관 역
- 2009년 《작전》 - 면접관 역

### 공연

#### 연극
- 《홍도야 울지마라》
- 《블랙코메디》
- 《메데이아》
- 《병사와 수녀》
- 《피래미들》
- 《세일즈맨의 죽음》
- 《사랑의 헛수고》
- 《홍어》
- 《보도지침》
- 《고래가 산다》

#### 뮤지컬
- 《십이야》